# Одін (Канзас)
О́дін (англ. Odin) — переписна місцевість (CDP) в США, в окрузі Бартон штату Канзас. Населення — 87 осіб (2020).

## Географія
Одін розташований за координатами 38°34′23″ пн. ш. 98°37′0″ зх. д. / 38.57306° пн. ш. 98.61667° зх. д. (38.573005, -98.616693). За даними Бюро перепису населення США в 2010 році переписна місцевість мала площу 10,38 км², з яких 10,36 км² — суходіл та 0,02 км² — водойми.

## Демографія
Згідно з переписом 2010 року, у переписній місцевості мешкала 101 особа в 47 домогосподарствах у складі 26 родин. Густота населення становила 10 осіб/км². Було 59 помешкань (6/км²).
Расовий склад населення:
| - 99,0 % — білих |

До двох чи більше рас належало 1,0 %. Частка іспаномовних становила 0,0 % від усіх жителів.
За віковим діапазоном населення розподілялося таким чином: 20,8 % — особи молодші 18 років, 62,4 % — особи у віці 18—64 років, 16,8 % — особи у віці 65 років та старші. Медіана віку мешканця становила 47,1 року. На 100 осіб жіночої статі у переписній місцевості припадало 114,9 чоловіків; на 100 жінок у віці від 18 років та старших — 135,3 чоловіків також старших 18 років.
За межею бідності перебувало 3,8 % осіб, у тому числі 0,0 % дітей у віці до 18 років та 14,3 % осіб у віці 65 років та старших.
Цивільне працевлаштоване населення становило 45 осіб. Основні галузі зайнятості: сільське господарство, лісництво, риболовля — 64,4 %, освіта, охорона здоров'я та соціальна допомога — 35,6 %.